# Krementjukreservoiret
Krementjukreservoiret (ukrainsk: Кременчуцьке водосховище, tr. Krementjutske vodoskhovisjtje) er det største reservoire på Dnepr. Reservoiret er opkaldt efter byen Krementjuk. Reservoirets samlede areal er 2.250 km² og er beliggende i Poltava, Tjerkasy og Kirovohrad oblast i det centrale Ukraine. Bygningen af dæmningen blev afsluttet i 1959, hvor Krementjuk vandkraftværk blev afsluttet.
Reservoiret er 185 km langt, 30 km bredt og har en gennemsnitlig dybde på 6 m. Den samlede vandmængde er 13,5 km³. Reservoiret anvendes hovedsageligt til kunstvanding, regulering af vandføringen, fiskeri og lokal transport. De vigtigste havne ved reservoiret er Tsjerkasy og Svitlovodsk. Floden Sula udmunder i reservoiret og har skabt et delta med mange øer.
Vandkraftværket har en effekt på 625 MW og en årlig elproduktion på 1,506 TWh. Ud over elproduktion er reservoiret vigtigt for fiskeri. Langs bredderne ligger der store virksomheder til opdræt fisk.

## Billeder
- Krementjukreservoiret ved Svitlovodsk